# 빌뉴스 대학교
빌뉴스 대학교(리투아니아어: Vilniaus universitetas)는 리투아니아 빌뉴스에 위치한 공립 대학이다. 3,662명에 달하는 교직원들과 20,864명에 달하는 학생들이 재학 중이다.
화학과, 경제학과, 문헌학과, 철학과, 물리학과, 자연과학과, 역사학과, 카우나스 인문과학과, 커뮤니케이션학과, 수리정보학과, 의학과, 국제 관계·정치 과학 연구소, 법학과, 외국어 연구소가 설치되어 있다. 발트 3국에서 규모가 큰 대학교로 여겨진다.

## 역사
1568년 리투아니아의 귀족들이 예수회 측에 빌뉴스 또는 카우나스에 고등 교육 기관을 설치해 줄 것을 요청했다. 이를 계기로 빌뉴스에는 인문학, 철학, 신학을 전문으로 가르치는 고등 교육 기관인 빌뉴스 학당이 설립되었다.
1570년에는 빌뉴스 학당 최초의 졸업생이 등장했고 1575년에는 리투아니아의 귀족들에 의해 학당 내에 인쇄소가 설치되었다. 1579년 4월 1일에는 폴란드의 국왕 겸 리투아니아의 대공인 스테판 바토리가 빌뉴스 학당을 크라쿠프 학당과 동등한 수준의 고등 교육 기관으로 격상시켰다. 17세기까지는 크게 성장했지만 대홍수를 계기로 쇠퇴하고 만다.
1795년 제3차 폴란드 분할을 계기로 리투아니아는 러시아 제국의 지배를 받게 된다. 1803년에는 러시아 제국의 알렉산드르 1세 황제의 칙령에 따라 빌뉴스 제국 대학교로 이름을 바꿨고 한때는 유럽 최대 규모의 대학교로 여겨지기도 했다. 그렇지만 1823년에는 러시아 제국의 황제에 반대하는 음모를 꾸민 비밀 결사를 결성한 학생들이 체포되었고 1832년 11월 봉기를 계기로 니콜라이 1세 황제가 대학교를 폐쇄하기에 이른다. 러시아 제국이 폴란드어, 리투아니아어를 공공장소에서 사용하는 것을 금지하면서 대학교는 이들 언어로 교육하는 것조차 금지되었다. 대학교의 재산은 몰수되었고 상트페테르부르크로 옮겨지게 된다.
1918년 12월 리투아니아 국가 평의회가 대학교를 재건했고 1919년 1월에는 수업이 시작되었다. 그렇지만 적군이 리투아니아를 침공하면서 수업은 중단되었고 1919년 4월에는 폴란드가 빌뉴스 지역을 점령하게 된다. 1919년 8월에는 유제프 피우수트스키에 의해 스테판 바토리 대학교라는 이름으로 개교했고 1920년 10월 12일에는 중앙리투아니아 공화국이 건국했다. 1922년 빌뉴스 지역이 폴란드에 편입되면서 리투아니아인 교수들은 당시 리투아니아의 임시 수도였던 카우나스의 비타우타스 마그누스 대학교에서 교수로 근무하게 된다.
1938년 당시에는 7개의 연구소, 123명의 교직원, 3,110명의 학생이 있었지만 1939년 폴란드 침공을 계기로 수업은 중단되었다. 리투아니아가 소련에 편입되면서 몇몇 교직원들은 반동분자로 몰려 체포되기도 했다. 1941년에는 나치 독일이 빌뉴스를 점령하면서 폴란드인을 위한 고등 교육 기관은 폐쇄되었다. 몇몇 폴란드인 교직원들은 자신의 밀실에서 강의와 시험을 진행하면서 지하 활동을 전개했다. 몇몇 폴란드인 학생들은 1944년 새벽의 문 작전에 가담했지만 소련의 내무인민위원회에 의해 체포되고 만다.
1945년 제2차 세계 대전 종전과 함께 다시 개교했다. 학교 교육을 받은 폴란드인들은 폴란드로 송환되었고 폴란드인 학생들과 교수들은 폴란드의 대학교로 전학했다. 소련 시대에는 억압을 받았지만 대학교가 발전하면서 리투아니아의 정체성을 발견하게 된다. 1991년 리투아니아가 소련으로부터 독립하면서 자치권을 회복했다.

## 같이 보기
- 위트레흐트 네트워크